# Mama’s Pearl
Mama's Pearl – drugi singel The Jackson 5 z albumu Third Album. Początkowo utwór nazywał się "Guess Who's Making Whoopie (With Your Girlfriend)",  wersja ta została jednak anulowana w celu zachowania młodzieńczego, niewinnego wizerunku Michaela Jacksona.

## Lista Utworów
1. Mama's Pearl
2. Darling Dear

## Informacje szczegółowe
- Wokale: Michael Jackson, Jermaine Jackson, Jackie Jackson, Tito Jackson i Marlon Jackson
- Kompozycja, produkcja i aranżacja:The Corporation: Berry Gordy, Alphonzo Mizell, Deke Richards & Freddie Perren
- Instrumentacja: różni muzycy studyjni z Los Angeles